# Eoferreola
Eoferreola — род дорожных ос (Pompilidae).

## Распространение
Для СССР ранее указывалось 5 видов. 

## Описание
Промежуточный сегмент самок у части видов ржаво-красный. Лицо поперечно вытянутое. Коготки с 1 зубцом на внутреннем крае. Охотятся и откладывают яйца на пауков. 

## Классификация
- Eoferreola anatolica Priesner, 1973
- Eoferreola distincta (Smith, 1855)
- Eoferreola manticata (Pallas, 1771)
- Eoferreola rhombica (Christ, 1791)